# Convenio para la represión de actos ilícitos contra la seguridad de la aviación civil
El Convenio para la represión de actos ilícitos contra la seguridad de la aviación civil (a veces denominado Convenio de sabotaje o Convenio de Montreal) es un tratado multilateral mediante el cual los estados acuerdan prohibir y sancionar comportamientos que puedan poner en peligro la seguridad de la aviación civil. El texto se autentificó en cuatro idiomas (español, francés, inglés y ruso) y entró en vigor el 26 de enero de 1973.

## Creación y entrada en vigor
El convenio fue adoptado por la Conferencia Internacional sobre Derecho Aéreo celebrada en Montreal el 23 de septiembre de 1971. Entró en vigor el 26 de enero de 1973, después de haber sido ratificada por diez estados. A partir de 2013, el convenio tiene 188 Estados Partes.

## Estados partidarios
El convenio está firmado por 188 estados, que incluye 186 miembros de la ONU más las Islas Cook y Niue. Los siete Estados miembros de la ONU que no son parte del tratado son:
- Eritrea
- Kiribati
- San Marino
- Somalia
- Sudán del Sur
- Timor Oriental
- Tuvalu

### Estados Parte anteriores y sucesiones
Los antiguos Estados Parte que no fueron formalmente sucedidos por ningún estado existente incluyen Checoslovaquia, Alemania Oriental y Yugoslavia. Varios estados ratificaron, pero desde entonces han sido reemplazados por nuevos estados: Serbia ratificó como República Federal de Yugoslavia; Rusia como la Unión Soviética; Bielorrusia como la RSS de Bielorrusia; y Ucrania como la RSS de Ucrania. Antes de la unificación de Yemen, tanto Yemen del Norte como Yemen del Sur ratificaron el convenio. La República de China firmó y ratificó el acuerdo; en 1980, la República Popular China aprobó el tratado con una declaración en la que declaró "nula e inválida" las acciones de la República de China con respecto al convenio.

## Protocolo
El 24 de febrero de 1988, en Montreal, se firmó el Protocolo para la Supresión de Actos Ilícitos de Violencia en los Aeropuertos que sirven a la Aviación Civil Internacional como complemento del convenio.
El Protocolo tipifica como delito el cometer actos violentos, peligrosos o dañinos similares en los aeropuertos que sirven a la aviación civil.
El Protocolo entró en vigor el 6 de agosto de 1989 y, a partir de septiembre de 2016, ha sido ratificado por 174 estados, entre ellos 172 Estados miembros de la ONU más las Islas Cook y Niue. Los Estados miembros de la ONU que no forman parte del Protocolo son los siete estados que no han ratificado el convenio más los catorce estados siguientes:
- Afganistán
- Burundi
- Chad
- Haití
- Islas Salomón
- Indonesia (firmado)
- Malaui (firmado)
- Nepal
- República Democrática del Congo (firmado)
- Sierra Leona
- Suazilandia
- Venezuela (firmado)
- Zambia
- Zimbabue